# Малий Заланів
Ма́лий Зала́нів —  село в Україні, у Рогатинській міській громаді Івано-Франківського району Івано-Франківської області.

## Географія
Через село тече річка Струга.

## Історія
12 червня 2020 року, відповідно до Розпорядження Кабінету Міністрів України  № 714-р «Про визначення адміністративних центрів та затвердження територій територіальних громад Івано-Франківської області», увійшло до складу Рогатинської міської громади.
19 липня 2020 року, в результаті адміністративно-територіальної реформи та ліквідації Рогатинського району, село увійшло до складу новоутвореного Івано-Франківського району.

## Церква Святого Дмитра
Перша згадка про церкву походить з податкових реєстрів 1578 р. Дата побудови першої церкви - невідома. 
У 1724 . коштом пароха і громади, як свідчить різьблений напис  на правому одвірку старого порталу південних вхідних дверей бабинця (в перекладі): "Створений храм цей року Божого 1724 місяця квітня дня 30", збудовано нову дерев'яну церкву.
У ній первісно встановлено чотириярусний старосвіцької і малярської роботи іконостас зі старішої церкви. Під час відвідин її о. Миколою Шадурським у 1760 р. це була триверха будівля побита гонтою.
У 1876 звели новий мурований вівтар. Тоді ж добудували бабинець, перенісши головний вхід з південної сторони на західну,
Зачинена у 1960-1989 рр. 
На початку 1990-х рр.  покрито дахи бляхою і ошальовано стіни. 
У крипті під вівтарем, за переказами, похоронені чотири особи - фундатори церкви Ярунтовичі та Галяревичі.
У 1989 зведена нова дзвіниця.
Пам'ятка архітектури національного значення. 
Перебуває у користуванні громади УГКЦ.